# Southern Exposure 2021
Questa voce raccoglie le informazioni riguardanti i Southern Exposure nelle competizioni ufficiali della stagione 2021.

## Stagione
I Southern Exposure partecipano al loro primo campionato NVA, classificandosi al terzo posto nella National Conference: partecipano quindi ai play-off scudetto, dove vengono eliminati in semifinale dagli OC Stunners, perdendo poi anche la finale per il terzo posto contro gli Utah Stingers.

## Organigramma societario
Area direttiva
- Presidente: Orlando Catalan, Tony Glessner

Area tecnica
- Allenatore: Orlando Catalan, Tony Glessner, Corey Marks

## Rosa
| N° | Nome               | Ruolo | Data di nascita | Nazionalità sportiva |
| -- | ------------------ | ----- | --------------- | -------------------- |
| 1  | Tyler Hubbard-Neil | S     | -               | Stati Uniti          |
| 2  | Edward Moushikhian | S     | 8 luglio 1994   | Stati Uniti          |
| 5  | Johnny Gomez       | L     | -               | Stati Uniti          |
| 7  | Lev Girshfeld      | S     | 10 gennaio 1989 | Stati Uniti          |
| 8  | Timothy Lourich    | C     | 26 luglio 1993  | Stati Uniti          |
| 9  | Nicolas Gonzalez   | C     | -               | Stati Uniti          |
| 10 | Kyle Dagostino     | L     | 18 maggio 1995  | Stati Uniti          |
| 11 | Kevin Rocklein     | S     | -               | Stati Uniti          |
| 12 | Uchenna Ofoha      | C     | 16 giugno 1994  | Canada               |
| 13 | Chad Mercado       | O     | -               | Stati Uniti          |
| 14 | Jakub Ciesla       | S     | -               | Stati Uniti          |
| 15 | Derek Sullivan     | P     | -               | Stati Uniti          |
| 16 | Langston Payne     | C     | 1º aprile 1996  | Stati Uniti          |
| 17 | Taylor Wright      | C     | -               | Stati Uniti          |
| 18 | Nathan Camnitz     | P     | -               | Stati Uniti          |
| 19 | Evan McDonough     | C     | -               | Stati Uniti          |

## Statistiche

### Statistiche di squadra
| Competizione | Punti | In casa | In casa | In casa | In trasferta | In trasferta | In trasferta | Totale | Totale | Totale |
| Competizione | Punti | G       | V       | P       | G            | V            | P            | G      | V      | P      |
| ------------ | ----- | ------- | ------- | ------- | ------------ | ------------ | ------------ | ------ | ------ | ------ |
| NVA          | 13    | 0       | 0       | 0       | 0            | 0            | 0            | 12     | 7      | 5      |
| Totale       | -     | 0       | 0       | 0       | 0            | 0            | 0            | 12     | 7      | 5      |

G = partite giocate; V = partite vinte; P = partite perse